# Corey Locke
Corey Locke (* 8. května 1984, Newmarket, Ontario, Kanada) je bývalý kanadský hokejový útočník, který v severoamerické AHL odehrál přes šest set utkání. V NHL nastoupil k devíti zápasům a kariéru zakončil v Evropě.

## Kariéra
Locke byl vybrán na 113. místě Vstupního draftu NHL 2003 týmem Montreal Canadiens. S juniorskou kariérou začal v Ottawě 67's v lize Ontario Hockey League. Když hrál v OHL, tak získal Red Tilson Trophy pro nejlepšího hráče ligy dvakrát po sobě. V sezóně 2002–03 bylo jeho 151 kanadských bodů nejvíce v celé CHL. Locke má sídlo v Newmarketu, v Ontariu. Jeho mladší bratr Kyle Locke hraje za Newmarket Hurricanes v OPJHL. V sezóně 2002–03 vytvořil Locke a Matt Foy nejnebezpečnější tandem v lize OHL.
Locke podepsal 15. září 2004 nováčkovský kontrakt s Montrealem Canadiens. Odtamtud byl poslán do farmářského týmu Hamilton Bulldogs, kde se měl dále rozvíjet. V sezóně 2006–07 vyhrál s Hamiltonem Calder Cup.
V sezóně 2007–08, která byla čtvrtá v řadě v dresu Hamiltonu, si připisoval v průměru bod na zápas a také debutoval v NHL, když dostal šanci v jednom zápase týmu Montreal Canadiens, který se hrál 8. ledna 2008. 11. července 2008 byl Locke vyměněn do Minnesoty Wild za Shawna Belleho. V Minnesotě neodehrál ani jeden zápas, když byl hned odeslán na farmu do Houstnu Aeros (AHL).
Jako volný agent podepsal 3. července 2009 jednoletý kontrakt s New Yorkem Rangers z NHL. Tím byl ovšem opět přeřazen do AHL do týmu Hartford Wolf Pack, kde začal sezónu 2009–10. 28. března 2010 byl povolán do týmu Rangers a v jejich dresu hrál 30. března 2010 při vítězství 4-3 nad New Yorkem Islanders. Za Rangers nastoupil v sezóně ještě dvakrát, aniž by si připsal jediný bod. V AHL byl úspěšnější a po sezóně byl jmenován do 2. All-Star Teamu AHL.
7. července 2010 podepsal jako volný hráč dvouletý kontrakt s týmem Ottawa Senators. Ottawou byl taktéž odeslán na farmu do AHL, kde nastupoval za Binghamton Senators. 13. ledna 2011 zaznamenal svůj první bod v NHL, když v Ottawském dresu asistoval na gól Nicku Folignovi proti New Yorku Islanders.

## Trofeje a ocenění
CHL
- 1. All-Star Team CHL – 2004
- CHL Player of the Year – 2003
- CHL Top Scorer Award – 2003
- 1. All-Star Team CHL – 2003

OHL
- Red Tilson Trophy – 2004
- Eddie Powers Memorial Trophy – 2004
- 1. All-Star Team – 2004
- Red Tilson Trophy – 2003
- Eddie Powers Memorial Trophy – 2003
- 1. All-Star Team OHL – 2003

AHL
- 2. All-Star Team AHL – 2010
- Hamilton Bulldogs – lídr v kanadském bodování (229)
- Hamilton Bulldogs – lídr v počtu vstřelených branek (85)
- Hamilton Bulldogs – lídr v počtu asistencí (144)

## Týmové úspěchy
- Calder Cup – 2007, 2011

## Klubové statistiky
| Sezona      | Klub                | Soutěž      | Základní část | Základní část | Základní část | Základní část | Základní část | Play off | Play off | Play off | Play off | Play off |
| Sezona      | Klub                | Soutěž      | Z             | G             | A             | B             | TM            | Z        | G        | A        | B        | TM       |
| ----------- | ------------------- | ----------- | ------------- | ------------- | ------------- | ------------- | ------------- | -------- | -------- | -------- | -------- | -------- |
| 2001–02     | Ottawa 67's         | OHL         | 55            | 18            | 25            | 43            | 18            | 13       | 6        | 7        | 13       | 10       |
| 2002–03     | Ottawa 67's         | OHL         | 66            | 63            | 88            | 151           | 83            | 23       | 19       | 19       | 38       | 30       |
| 2003–04     | Ottawa 67's         | OHL         | 65            | 51            | 67            | 118           | 82            | 7        | 7        | 3        | 10       | 10       |
| 2004–05     | Hamilton Bulldogs   | AHL         | 78            | 16            | 27            | 43            | 20            | 4        | 0        | 0        | 0        | 2        |
| 2005–06     | Hamilton Bulldogs   | AHL         | 77            | 19            | 40            | 59            | 67            | —        | —        | —        | —        | —        |
| 2006–07     | Hamilton Bulldogs   | AHL         | 80            | 20            | 35            | 55            | 54            | 22       | 10       | 12       | 22       | 10       |
| 2007–08     | Hamilton Bulldogs   | AHL         | 78            | 30            | 42            | 72            | 50            | —        | —        | —        | —        | —        |
| 2007–08     | Montreal Canadiens  | NHL         | 1             | 0             | 0             | 0             | 0             | —        | —        | —        | —        | —        |
| 2008–09     | Houston Aeros       | AHL         | 77            | 25            | 54            | 79            | 60            | 20       | 12       | 11       | 23       | 32       |
| 2009–10     | Hartford Wolf Pack  | AHL         | 76            | 31            | 54            | 85            | 44            | —        | —        | —        | —        | —        |
| 2009–10     | New York Rangers    | NHL         | 3             | 0             | 0             | 0             | 0             | —        | —        | —        | —        | —        |
| 2010–11     | Binghamton Senators | AHL         | 69            | 21            | 65            | 86            | 42            | 16       | 3        | 12       | 15       | 12       |
| 2010–11     | Ottawa Senators     | NHL         | 5             | 0             | 1             | 1             | 0             | —        | —        | —        | —        | —        |
| OHL celkově | OHL celkově         | OHL celkově | 186           | 132           | 180           | 312           | 183           | 43       | 32       | 29       | 61       | 50       |
| AHL celkově | AHL celkově         | AHL celkově | 534           | 162           | 315           | 477           | 377           | 62       | 25       | 35       | 60       | 56       |
| NHL celkově | NHL celkově         | NHL celkově | 9             | 0             | 1             | 1             | 0             | —        | —        | —        | —        | —        |